# Campionato Internazionale 1925-1926
La stagione 1925-1926 è stato il sedicesimo Campionato Internazionale, e non ha assegnato nessun vincitore.

## Gruppi

### Serie Est
| St. Moritz 3 gennaio 1926 | St. Moritz | 1 – 4 referto | Davos |  |

### Serie Ovest
| Gstaad 24 gennaio 1926 | Rosey-Gstaad | 5 – 1 referto | Château-d'Œx |  |

## Finale
| 15 febbraio 1926 | Rosey-Gstaad | 0 – 0 referto | Davos |  |

La partita è stata giocata senza tempi supplementari poiché l'arbitro ha ritenuto la pista di ghiaccio impraticabile per un ulteriore tempo. Il gioco è stato fermato e per le due squadre si contempla il pareggio, per cui non è stato assegnato nessun titolo.

## Verdetti
| Campionato Nazionale 1925-1926 | Campionato Nazionale 1925-1926 |
| ------------------------------ | ------------------------------ |
| Campionato Internazionale      | nessun vincitore               |